# Потапов, Алексей Владимирович
Алексе́й Влади́мирович Пота́пов (род. 2 марта 1989, Горький) — российский хоккеист, нападающий.  По информации на 5 августа 2025 года, Алексей Потапов занял должность менеджера по молодёжному резерву хоккейного клуба «Торпедо»

## Карьера

### Клубная
Воспитанник нижегородского хоккея. Начал карьеру в 2007 году в составе родного нижегородского «Торпедо», выступая до этого за его фарм-клуб. В дебютном сезоне провёл 4 матча, не набрав ни одного очка. В следующем сезоне также не сумел отметиться результативными действиями, однако уже в сезоне 2009/10 забросил первую шайбу в составе «Торпедо». Также в том сезоне набрал 33 (13+20) очка в 27 проведённых матчах за клуб Молодёжной хоккейной лиги «Чайка».
В следующем сезоне с переменным успехом выступал во всех трёх основных лигах России, после чего руководство нижегородского клуба приняло решение продлить контракт с игроком.
В ноябре 2017 года перешёл в «Ак Барс», так как в родном «Торпедо» практически не получал игрового времени.
В мае 2019 года стал игроком «Авангарда», подписав контракт на 2 года
В мае 2021 года подписал двухлетний контракт с «Трактором».
30 апреля покинул «Динамо».
27 октября  2023 года завершил свою игровую карьеру.

### Международная
В составе сборной России принимал участие в молодёжном чемпионате мира 2009 года, на котором завоевал бронзовую награду, набрав 2 (0+2) очка в 6 проведённых матчах.

## Достижения
- Бронзовый призёр молодёжного чемпионата мира: 2009
- Обладатель Кубка Гагарина: 2018, 2021

## Статистика
| Легенда | Легенда                    | Легенда | Легенда                   | Легенда | Легенда    |
| ------- | -------------------------- | ------- | ------------------------- | ------- | ---------- |
| И       | Количество проведённых игр | Штр     | Штрафное время            | +/−     | Плюс-минус |
| Г       | Голы                       | П       | Голевые передачи          | О       | Очки       |
| -       | Статистика неизвестна      | —       | Статистика не учитывалась |         |            |

### Клубная карьера
- a В этом сезоне в «Плей-офф» учитывается статистика игрока в Кубке Надежды.